# Sonderdezernat K1
Sonderdezernat K1 war eine deutsche Krimiserie nach Ideen von Answald Krüger, Maria Matray (1. und 2. Staffel) und Harald Vock (3. und 4. Staffel). Die vom Norddeutschen Rundfunk produzierte Serie wurde von 1972 bis 1982 gedreht. Die Serie bestand aus vier Staffeln mit jeweils sechs Folgen. Die vierte und letzte Staffel umfasste ursprünglich auch sechs Folgen, von denen aber nur fünf gedreht wurden. Das Drehbuch der geplanten sechsten Folge der vierten Staffel Tod eines Schaustellers wurde erst 1984 von Produzent Harald Vock als Fernsehfilm mit anderen Darstellern unter der Regie von Dietrich Haugk realisiert.
Regisseure der Serie waren Alfred Weidenmann (7 Folgen, 1972–1981), Peter Schulze-Rohr (3 Folgen, 1974, 1977), Helmuth Ashley (2 Folgen, 1972, 1977), Hans Quest (2 Folgen, 1972, 1975), Lutz Büscher (1 Folge, 1982), Dietrich Haugk (2 Folgen, 1982), Imo Moszkowicz (1 Folge, 1972), Eberhard Pieper (1 Folge, 1973), Hans-Dieter Schwarze (1 Folge, 1974), Oswald Döpke (1 Folge, 1975), Michael Braun (1 Folge, 1977) und Eberhard Itzenplitz (1 Folge, 1974).
Die Titelmusik der Serie, komponiert von Martin Böttcher, wurde in allen Folgen verwendet. In einer von Böttcher aufgenommenen Cover-Version wurde sie auf Tonträgern veröffentlicht und in einer von ihm selbst neu arrangierten gekürzten Fassung auch für eine Nudelwerbung verwendet.

## Handlung
Das Team des Sonderdezernats K1 bestand aus den Kriminalhauptmeistern Arnold Matofski (Gert Günther Hoffmann, in der 1. Staffel noch Kriminalobermeister) und Kurt Diekmann (Hubert Suschka), dem Kriminalobermeister Theodor „Teddy“ Beer (Peter Lakenmacher) und dem Kriminalmeister Oliver Stüben (Hermann Treusch). In der 2. Staffel wurde der Schauspieler Hermann Treusch durch Claus Ringer, der in einer Folge der 1. Staffel (Kassensturz um Mitternacht) noch einen Bankräuber gespielt und dabei seinen „Vorgänger“ Hermann Treusch niedergeschlagen hatte, ersetzt. Seine Rolle war die des Kriminalobermeisters Eberhard Seidel. In der vierten Staffel kam anstelle von Peter Lakenmacher Horst Janson als Robert Hahn zum Team des Sonderdezernats K1 hinzu. Die Serie spielte in Hamburg. Charakteristisch war von der 1. bis 3. Staffel die kurze Vorstellung der Ermittler zu Beginn der Episode durch eine Stimme aus dem Off.
Im Gegensatz zu herkömmlichen Krimiserien wie Der Kommissar oder Tatort wurde beim Sonderdezernat K1 auf einen allwissenden Chefermittler, dem eine oder mehrere Hilfskräfte zur Seite stehen, verzichtet; gezeigt werden sollte die alltägliche Kleinarbeit der Kriminalpolizei. Deswegen waren die Ermittler im mittleren Dienst angesiedelt und keine Kommissare. Nur in der 1. Staffel kam ein Vorgesetzter des Teams vor, Kriminalhauptkommissar Rautenberg; dieser blieb aber stets unsichtbar und nahm auch an den Einsätzen nicht teil, lediglich seine Stimme war ab und an zu vernehmen (gesprochen von Arnold Marquis). In Abwesenheit wurde er von den K1-Ermittlern abwertend als „der Alte“ tituliert. Die Figur des Herrn Rautenberg verschwand ab der 2.Staffel, von da an arbeitete das Team – zumindest soweit für den Zuschauer erkennbar – autonom, einen eindeutigen Chef gab es nicht.
In der 1. Staffel gab es – für eine Krimiserie eher ungewöhnlich – in zwei Episoden (Vorsicht Schutzengel und Kassensturz um Mitternacht) keine Toten, ab der 2. Staffel wurde dann für jede Episode mindestens eine Leiche obligatorisch. Die postulierte Realitätsnähe wurde schon in der 1. Staffel nicht eingelöst; in der Folge Vorsicht Schutzengel ging es zum Beispiel um Schutzgelderpresser auf St. Pauli, die am Ende tatsächlich alle festgenommen werden konnten. Dies wurde dem komplexen Problem der Schutzgelderpressung mit schwer fassbaren Hintermännern, die auch 1972 schon meistens im Ausland saßen und international operierten, nicht gerecht. Ab der 4. Staffel waren die einzelnen Episoden statt 60 dann 70 bis 90 Minuten lang. Eine Fortsetzung der Serie war durchaus angedacht; erst nach dem Tod Hubert Suschkas 1986 entschied sich der NDR, mit den Männern vom K3 (1988) eine völlig neue Serie zu konzipieren.

## Episoden
1. Staffel (1972/73)
1. Vier Schüsse auf den Mörder
2. Vorsicht Schutzengel
3. Mord im Dreivierteltakt
4. Ganoven-Rallye
5. Kassensturz um Mitternacht
6. Trip ins Jenseits

2. Staffel (1974/75)
1. Hafenhyänen
2. Kein Feuer ohne Rauch
3. Friedhofsballade
4. Flucht
5. Doppelspiel
6. Sackgasse

3. Staffel (1977)
1. Der Stumme
2. MP-9mm frei Haus
3. Tod eines Schrankenwärters
4. Der Regen bringt es an den Tag
5. Der Blumenmörder
6. Zwei zu eins fürs SK1

4. Staffel (1981/82)
1. Die Rache eines V-Mannes
2. Die Spur am Fluss
3. Das masurische Handtuch
4. Mord um zwei Ecken
5. Tödlicher Ladenschluß